# Ancienne gare d'El Biod
Ne doit pas être confondu avec Gare d'El Biod.
L'ancienne gare d'El Biod, est une ancienne gare ferroviaire algérienne située dans la commune d'El Biod, dans la wilaya de Naâma.

## Situation ferroviaire
Établie à une altitude de 1 038,890 m, la gare est située au point kilométrique (PK) 361,000 de l'ancienne ligne d'Oran à Kenadsa, où elle était précédée de l'ancienne gare de Bir Senia et suivie de l'ancienne gare de Krebazza.

## Histoire
La gare est mise en service en 1881 lors de l'ouverture de la section du Kreider à El Biod de l'ancienne ligne à voie étroite de 1 055 mm d'Oran à Kenadsa via Saïda,,.
Cette gare fait partie des gares fortifiées en Algérie construites par l'armée française entre 1881 et 1906 le long de la ligne entre Saïda et Béchar.
La gare est fermée en 2010 à la suite de la mise en service de la section de Redjem Demouche à El Biod de la nouvelle ligne de Oued Tlelat à Béchar. 